# Hero (film 2013)
Hero – kosowski film fabularny z roku 2013 w reżyserii Luana Kryeziu.
W czasie wojny o Kosowo do jednej z wsi albańskich zbliżają się wrogie oddziały. Mieszkańców wsi ratuje Shkembi, żołnierz UÇK, który organizuje ich bezpieczną ucieczkę i zapewnia schronienie na czas zagrożenia. Po zakończeniu wojny Shkembi żeni się i pracuje jako nauczyciel. Jego wojenne zasługi zostały zapomniane, a on sam czuje się sfrustrowany i nie może odnaleźć się w nowej rzeczywistości.
Realizację filmu rozpoczęto w 2009, z powodów finansowych jego realizację ukończono dopiero w grudniu 2012.

## Obsada
- Arben Bajraktaraj jako Shkembi
- Adriana Morina jako żona Shkembiego
- Xhemil Agaj jako lekarz
- Çun Lajçi jako grabarz
- Viruss Shala jako sprzedawca kurczaków
- Salaetin Bilal
- Labinot Lajçi
- Selman Lokaj
- Enver Petrovci